# West Sacramento
West Sacramento è una città degli Stati Uniti d'America situata nella Contea di Yolo, nello Stato della California. Si trova in un'altra Contea rispetto alla più grande Sacramento, dalla quale è divisa dal fiume omonimo.